# Sous le soleil de minuit
Pour les articles homonymes, voir Sous le soleil (homonymie).
Sous le soleil de minuit est une aventure de Corto Maltese écrite par Juan Díaz Canales et dessinée par Rubén Pellejero. 
C'est la première reprise du personnage créé par Hugo Pratt, vingt ans après sa disparition.
Chronologiquement, son action s'intercale entre des épisodes précédemment publiés par Hugo Pratt.

## Histoire
En 1915, Corto Maltese arrive au Panama aux côtés de Raspoutine mais repart aussitôt à l'Exposition universelle de 1915 de San Francisco pour retrouver son ami écrivain Jack London. Mais sur place, il apprend que celui-ci est déjà parti pour Mexico, afin de rencontrer le général Pancho Villa. Il lui a tout de même laissé une lettre l'invitant à se rendre à Nome (Alaska), afin de donner une lettre à son Waka Yamada, qui lutte contre la  traite des Blanches. Puis, il lui propose d'aller chercher une surprise qui l'attend dans sa vieille cabane de Dawson City (Yukon, Canada).
Mais arrivé à Nome, Corto est aux prises avec un membre du syndicat japonais, organisation criminelle opérant sur place. Après l'avoir tué, il est recherché par la police américaine et doit fuir en bateau avec le baleinier George Comer, qui l'aide à fuir jusqu'au Canada. Le navire subit alors quelques péripéties, tel qu'une tempête qui fait dériver le navire jusqu'à Melville Island (en) (Nunavut). Puis, Corto est déposé à Port Brabant (Territoires du Nord-Ouest), d'où il compte remonter le fleuve Mackenzie et enfin rejoindre Dawson. Mais il n'est pas au bout de ses peines...

## Allusions littéraires
- L'incipit de l'album s'ouvre sur un extrait du poème The Cremation of Sam McGee écrit par le « Barde du Yukon » Robert W. Service, puis les premières planches retranscrivent une vision onirique du poème[1],[2].
- Le geolier qui était censé surveiller Corto à Nome lit un livre offert par ce dernier. Il s'agit du roman de Jack London, Le Vagabond des étoiles (titre original : The Star Rover).

## Personnalités historiques
En reprenant les aventures du marin, les deux bédéistes ne dérogent pas aux habitudes de Pratt d'introduire des personnalités historiques, nombreux dans cette histoire :
- Joseph-Elzéar Bernier, explorateur canadien ;
- Joseph W. Boyle, aventurier et entrepreneur canadien ;
- Karl Adolf Clark, chimiste canadien spécialiste de l'exploitation des sables bitumineux qui dans cette histoire s'avère être un espion allemand du nom d'Otto von Busch ;
- George Comer, capitaine baleinier américain ;
- Matthew Henson, explorateur polaire américain ;
- Jack London, écrivain américain, dont c'est la seconde mention dans la saga, après La Jeunesse de Corto Maltese ; mais il n'apparait que par l'intermédiaire d'un courrier adressé à Corto ;
- Jenny Prentiss, sage-femme féministe afro-américaine, mère adoptive de Jack London, et son mari Alonzo ;
- Frank « Paddy » Slavin, boxeur australien ;
- Waka Yamada, la "belle fleur de Kurihama (ja)", féministe japonaise et ancienne prostituée.

## Édition
Il existe deux versions de ce tome, une en couleurs faisant 88 pages et une en noir et blanc faisant 96 pages.